# Addison Powell
Pour les articles homonymes, voir Powell.
Addison Powell, né le 23 février 1921 à Belmont, Massachusetts (États-Unis), et mort le 8 novembre 2010,  est un acteur américain.

## Filmographie
- 1955 : The Way of the World (série TV)
- 1959 : Comment dénicher un mari (The Mating Game) : De Groot
- 1961 : Les Blouses blanches (The Young Doctors) : Board Physician
- 1963 : À la française (In the French Style) : Mr. James
- 1968 : L'Affaire Thomas Crown (The Thomas Crown Affair) : Abe
- 1966 : Dark Shadows (série TV) : Dr. Eric Lang (1968)
- 1973 : Pueblo (TV) : Commissioning Officer
- 1973 : The Man Without a Country (TV) : Chief Justice Marshall
- 1974 : Après la chute (After the Fall) (TV) : Quentin's Father
- 1975 : Les Trois Jours du Condor (Three Days of the Condor) : Leonard Atwood
- 1975 : La Mort en rêve (The Reincarnation of Peter Proud) : Reeves
- 1976 : The Adams Chronicles (en) (feuilleton TV) : The Reverend Smith
- 1977 : La Chasse aux sorcières (Tail Gunner Joe) (TV)
- 1977 : MacArthur, le général rebelle (MacArthur) : Fleet Adm. Chester W. Nimitz
- 1977 : Contract on Cherry Street (TV) : Bob Halloran, Head Of OCU
- 1978 : Curse of Kilimanjaro
- 1980 : Doctor Franken (TV) : Dr. Eric Kerwin
- 1984 : Deux garçons et une fille (Threesome) (TV) : Mr. Jones
- 1987 : The Rosary Murders : Father Edward Killeen
- 1964 : Another World (série TV) : Henry Washam (1987)
- 1988 : Les Orages de la guerre (War and Remembrance) (feuilleton TV) : Adm. Harold Stark